# Sławoj Leszek Głódź
Sławoj Leszek Głódź (Bobrówka, 13 agosto 1945) è un arcivescovo cattolico polacco, dal 13 agosto 2020 arcivescovo emerito di Danzica.

## Biografia
Sławoj Leszek Głódź è nato a Bobrówka, un villaggio del comune di Jaświły, il 13 agosto 1945.

### Formazione e ministero sacerdotale
Quando era studente della scuola secondaria di Sokółka, nel 1963, insieme ai suoi amici, ha fondato l'organizzazione segreta Białe Orły, che ha svolto un'azione sovversiva prima della marcia del Primo Maggio. Per avervi partecipato, è rimasto per tre mesi nella prigione centrale per le indagini penali di Białystok. È stato anche espulso da scuola con un biglietto per il lupo, un tipo di limitazione dei diritti personali che imponeva a un cittadino il divieto di vivere in determinati luoghi o di studiare o lavorare in scuole o istituti specifici. Ha conseguito il diploma di scuola superiore in un liceo per lavoratori.
Nel 1964 è entrato nel seminario di Białystok. Ha dovuto interrompere gli studi per due anni a causa della chiamata a svolgere il servizio militare di base con mansioni impiegatizie. Il primo anno ha prestato servizio nel 32º reggimento meccanizzato Budziszyński a Kołobrzeg e il secondo anno nella brigata dei zappatori masuriani a Podjuchy, vicino a Stettino. Durante il suo servizio ha ottenuto la specializzazione di pontiere zappatore.
Il 14 giugno 1970 è stato ordinato presbitero da monsignor Henryk Roman Gulbinowicz, amministratore apostolico del territorio polacco dell'arcidiocesi di Vilnius. Ha proseguito gli studi presso la Facoltà di diritto canonico dell'Institut catholique di Parigi, l'Università Cattolica di Lublino e il Pontificio istituto orientale a Roma, dove nel 1980 ha conseguito il dottorato in diritto canonico orientale.
Dal 1970 al 1972 è stato vicario parrocchiale della parrocchia di San Vincenzo Ferreri a Szudziałów. Dal 1972 al 1974, mentre studiava a Parigi, ha prestato servizio come cappellano della locale comunità polacca.
Nel 1980 ha lavorato al Sinodo dei vescovi a Roma. Successivamente è diventato officiale presso la curia arcivescovile e la corte arcivescovile di Białystok. È stato direttore della scuola catechetica e cappellano di Solidarność nella regione di Białystok. Dal 1981 al 1991 ha prestato servizio nella Congregazione per le Chiese orientali come capo della sezione per i rapporti con la Chiesa greco-cattolica ucraina e della sezione per i rapporti con la Chiesa greco-cattolica rutena in Bielorussia. È stato anche cappellano del campo per immigrati polacchi di Pavona e collaboratore della sezione polacca di Radio Vaticana.
Mentre lavorava in Vaticano, era sotto sorveglianza dall'intelligence militare della Repubblica Popolare di Polonia che lo considerava un suo informatore e valutava le informazioni da lui fornite come preziose. A quel tempo, era anche registrato come associato del Servizio di sicurezza della Repubblica Popolare di Polonia con lo pseudonimo di "Guastar" e doveva fornire importanti informazioni sulla politica del Vaticano nei confronti dei paesi dell'Europa centrale e orientale.
Nel 1984 è stato insignito del titolo di cappellano di Sua Santità.

### Ministero episcopale

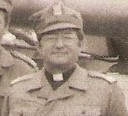
Monsignor Sławoj Leszek Głódź con l'uniforme da ordinario militare.

Il 21 gennaio 1991 papa Giovanni Paolo II lo ha nominato ordinario militare per la Polonia e vescovo titolare di Bettona. Ha ricevuto l'ordinazione episcopale il 23 febbraio successivo nella basilica dell'Invenzione della Santa Croce e della Natività della Beata Vergine Maria del santuario di Częstochowa dal cardinale Józef Glemp, arcivescovo metropolita di Gniezno e Varsavia, co-consacranti i cardinali Franciszek Macharski, arcivescovo metropolita di Cracovia, e Henryk Roman Gulbinowicz, arcivescovo metropolita di Breslavia. Come motto episcopale ha scelto l'espressione "Milito pro Christo". Il giorno dopo è entrato solennemente nella cattedrale di Campo dell'Esercito Polacco a Varsavia. Ha rilevato l'amministrazione della cappellania militare dal decano generale dell'esercito polacco, p. col. Florian Klewiada.
Il 18 aprile 1991 è stato promosso al grado di generale di brigata e l'11 novembre 1993 al grado di maggior generale. Ha ricreato le strutture diocesane dell'ordinariato e una rete di parrocchie militari in tutta la Polonia. Ha anche istituito due onorificenze dell'ordinariato: nel 1995 il diploma "Benemerenti" e nel 2001 la medaglia "Milito pro Christo". Il 7 marzo 1998 ha rinunciato alla sede titolare ai sensi della nuova pratica stabilita per gli ordinari militari. Il 17 luglio 2004 papa Giovanni Paolo II lo ha elevato alla dignità arcivescovile.
Nel 1994 è diventato consultore della Congregazione per le Chiese orientali e nel 1998 membro dell'Ufficio centrale per il coordinamento pastorale degli ordinariati militari nella Congregazione per i vescovi.
Il 26 agosto 2004 papa Giovanni Paolo II lo ha nominato arcivescovo-vescovo di Varsavia-Praga. Ha preso possesso della diocesi il 2 ottobre successivo con una cerimonia nella cattedrale di San Michele Arcangelo e San Floriano a Praga. Come vescovo diocesano, ha istituito la pastorale dei circoli ricreativi e dello sport, avviato concerti nella cattedrale diocesana e la Via Crucis di Praga, fondato otto nuove parrocchie e centri pastorali, contribuito alla causa di beatificazione di Ignacy Kłopotowski, il fondatore delle suore della Beata Maria Vergine di Loreto, e avviato il settimanale cattolico Idziemy.
Nel dicembre del 2005 ha compiuto la visita ad limina.
Il 17 aprile 2008 papa Benedetto XVI lo ha nominato arcivescovo metropolita di Danzica. Ha preso possesso dell'arcidiocesi il 26 dello stesso mese con una cerimonia nella basilica arcicattedrale di Danzica-Oliwa. Il 29 giugno dello stesso anno il papa gli ha imposto il pallio, simbolo degli arcivescovi metropoliti, durante una celebrazione svoltasi nella basilica di San Pietro in Vaticano.
Nel periodo precedente al suo trasferimento alla sede episcopale di Danzica sono state espresse critiche e preoccupazioni, soprattutto nei circoli di intellettuali, nonché dall'ex presidente di Solidarność ed ex presidente della Repubblica Lech Wałęsa, perché monsignor Głódź sosteneva la linea conservatrice di Radio Maria ed era considerato un euroscettico.
Nel febbraio del 2014 ha compiuto una seconda visita ad limina.
Per due volte, nel marzo del 2013 e nell'ottobre del 2019, è stato accusato dai media di mobbing contro i sacerdoti a lui subordinati. In risposta alle accuse, l'arcivescovo è stato difeso dai suoi collaboratori curiali e da diversi presbiteri, che nelle loro dichiarazioni hanno valutato il materiale giornalistico come diffamatorio nei confronti del vescovo. Dopo un articolo sul settimanale Wprost del 2013, padre Adam Świeżyński si è rivolto al nunzio apostolico in Polonia con accuse contro l'arcivescovo. Tuttavia, dopo la trasmissione del rapporto di TVN24 del 2019, sedici sacerdoti di Danzica hanno scritto una lettera al nunzio apostolico assicurando che le accuse erano vere. I fedeli in due manifestazioni presso la sede della curia vescovile a Danzica hanno protestato, tra l'altro, contro la mancanza di azione sulle denunce di atti di pedofilia commessi da preti di Danzica e contro la mancata reazione alle denunce dei sacerdoti sulle attività di mobbing del gerarca. Hanno anche scritto una lettera aperta al papa dove si chiedeva di rimuovere l'arcivescovo.
Monsignor Głódź è stato criticato anche perché, secondo quanto riportato dalla stampa polacca, si stava appropriando indebitamente delle donazioni dei fedeli per costruire una residenza privata simile a una villa nel suo villaggio natale di Bobrówka, nel voivodato della Podlachia.
È stato anche accusato di simonia, volgarità e di soffrire di alcolismo. Secondo quanto riportato dalla stampa polacca, monsignor Głódź ha fornito il modello per la figura dell'arcivescovo alcolizzato Mordowicz, che conduceva uno stile di vita immorale nel film Kler del 2018 di Wojciech Smarzowski.
Nel maggio del 2019 è stato distribuito sul web un film documentario intitolato Non dirlo a nessuno che parlava degli abusi sessuali su minori commessi da preti polacchi. Nel film Głódź viene accusato di essere indifferente alle vittime e di avere elogiato un importante sacerdote accusato di essere un predatore sessuale. Richiesto di commentare il film, ha detto: "Non guardo niente di vecchio". Ha poi rilasciato una dichiarazione in cui affermava: "Non avevo intenzione di offendere le vittime di abusi sessuali con le mie parole, e mi dispiace". Alcuni ecclesiastici locali gli hanno chiesto di dimettersi.
Il 13 agosto 2020 papa Francesco ha accettato la sua rinuncia al governo pastorale dell'arcidiocesi per raggiunti limiti di età. Il pontefice ha contestualmente nominato amministratore apostolico sede vacante et ad nutum Sanctae Sedis dell'arcidiocesi di Danzica Jacek Jezierski, vescovo di Elbląg.
Nel novembre successivo la nunziatura apostolica in Polonia ha informato che, sulla base del motu proprio Vos estis lux mundi, avrebbe condotto un'indagine sui casi denunciati alla Santa Sede di negligenza nella conduzione di procedimenti contro i sacerdoti a lui subordinati accusati di abusi contro minori. Il cardinale Kazimierz Nycz, arcivescovo metropolita di Varsavia è stato messo a capo delle indagini.
Il 29 marzo 2021 la nunziatura apostolica in Polonia ha pubblicato un messaggio della Santa Sede secondo il quale a monsignor Głódź era stato ordinato di vivere fuori dall'arcidiocesi di Danzica, vietato di partecipare a celebrazioni religiose pubbliche o incontri di laici nella sua zona e ordinato di offrire una somma adeguata con fondi personali alla Fondazione "San Giuseppe", istituita dalla Conferenza episcopale polacca per prevenire gli abusi sessuali nella Chiesa cattolica.
Dopo le dimissioni si è trasferito a Piaski, una frazione del villaggio di Bobrówka, per dedicarsi all'azienda agricola di famiglia. Nel giugno del 2021 è stato eletto sindaco di Piaski. L'assunzione di tale ufficio ha provocato polemiche perché secondo il canone 285 § 3 del Codice di diritto canonico: "È fatto divieto ai chierici di assumere uffici pubblici, che comportano una partecipazione all'esercizio del potere civile".
In seno alla Conferenza episcopale polacca è stato membro del consiglio permanente dal 2002 al 2012 e dal 2017 al 2020. Tra il 2001 e il 2012 è stato presidente del consiglio per le comunicazioni sociali e dal 2002 al 2012 presidente dell'équipe per la cura pastorale di Radio Maria. Dal 1995 al 2005 è stato delegato per la cura pastorale degli scout e dal 2001 al 2004 sacerdote nazionale dei veterani. Nel 2006 è diventato delegato per la pastorale dei vigili del fuoco e nel 2012 delegato per la televisione Trwam. È stato anche membro del consiglio legale, dell'équipe per i contatti con la Conferenza episcopale di Francia e della commissione per la diaspora polacca e i polacchi all'estero. Inoltre, dal 2007 al 2020 è stato co-presidente della commissione mista dei rappresentanti del governo della Repubblica di Polonia e della Conferenza episcopale polacca. Nel 2014 è diventato membro del Consiglio di programma della Katolicka Agencja Informacyjna. È stato membro del comitato nazionale per l'Anno Giubilare del 2000 e nel 2003 è stato nominato membro per un triennio del consiglio della Fondazione "Dzieło Nowy Tysiąclecia". Nel 2016 è diventato membro del comitato nazionale organizzatore delle celebrazioni del 1050º anniversario del battesimo della Polonia. È stato anche cappellano capo onorario dell'Associazione dei veterani dell'esercito polacco in America.
Con decreto del Presidente della Repubblica di Polonia Lech Wałęsa del 18 dicembre 1995 gli è stata conferita la croce di ufficiale dell'Ordine della Polonia Restituta e con decreto del Presidente Aleksander Kwaśniewski del 2 novembre 1998 la croce di commendatore con placca dello stesso ordine. Nel 2005 è stato insignito della gran croce al merito dell'Ordine al merito di Germania dal Presidente della Repubblica Horst Köhler. Nel 2000 è entrato a far parte dell'Ordine equestre del Santo Sepolcro di Gerusalemme con il grado di commendatore con placca e del Sovrano Militare Ordine di Malta con il grado di cappellano conventuale ad honorem.
Nel 2005 è stato insignito della Medaglia d'oro Gloria Artis e nel 2018 della medaglia di bronzo al merito alla protezione dal fuoco.
Ha ricevuto la cittadinanza onoraria di Hrubieszów nel 1993, Białystok nel 1995,Varsavia nel 2005, Radzymin nel 2006, Wołomin nel 2007, del distretto di Mońki nel 2005 e di Sokółka nel 2006. Nel 2007 gli è stato inoltre conferito il distintivo d'onore al merito della Masovia.
Nel 2010 è stato insignito del dottorato honoris causa dell'Università Cardinale Stefan Wyszyński di Varsavia.
Ha ricevuto la commenda Missio Reconciliationis nel 1999, la medaglia "Milito Pro Christo" e il diploma "Benemerenti" nel 2005, la medaglia d'onore Józef Tuliszkowski nel 2007, la medaglia del giorno del ricordo delle vittime del massacro di Katyn' nel 2008, la croce d'oro dell'Unione Polacca Piłsudski nel 2009 e la croce del Golgota dell'Est nel 2012. Ha ricevuto il premio "Testimone della storia" dall'Istituto nazionale del ricordo nel 2014. La redazione di Tygodnik Solidarność gli ha conferito il titolo di uomo dell'anno nel 2009.

## Genealogia episcopale e successione apostolica
La genealogia episcopale è:
- Cardinale Scipione Rebiba
- Cardinale Giulio Antonio Santori
- Cardinale Girolamo Bernerio, O.P.
- Vescovo Claudio Rangoni
- Arcivescovo Wawrzyniec Gembicki
- Arcivescovo Jan Wężyk
- Vescovo Piotr Gembicki
- Vescovo Jan Gembicki
- Vescovo Bonawentura Madaliński
- Vescovo Jan Małachowski
- Arcivescovo Stanisław Szembek
- Vescovo Felicjan Konstanty Szaniawski
- Vescovo Andrzej Stanisław Załuski
- Arcivescovo Adam Ignacy Komorowski
- Arcivescovo Władysław Aleksander Łubieński
- Vescovo Andrzej Stanisław Młodziejowski
- Arcivescovo Kasper Kazimierz Cieciszowski
- Vescovo Franciszek Borgiasz Mackiewicz
- Vescovo Michał Piwnicki
- Arcivescovo Ignacy Ludwik Pawłowski
- Arcivescovo Kazimierz Roch Dmochowski
- Arcivescovo Wacław Żyliński
- Vescovo Aleksander Kazimierz Bereśniewicz
- Arcivescovo Szymon Marcin Kozłowski
- Vescovo Mečislovas Leonardas Paliulionis
- Arcivescovo Bolesław Hieronim Kłopotowski
- Arcivescovo Jerzy Józef Elizeusz Szembek
- Vescovo Stanisław Kazimierz Zdzitowiecki
- Cardinale Aleksander Kakowski
- Cardinale August Hlond, S.D.B.
- Cardinale Stefan Wyszyński
- Cardinale Józef Glemp
- Arcivescovo Sławoj Leszek Głódź

La successione apostolica è:
- Arcivescovo Wiesław Śmigiel (2012)
- Arcivescovo Zbigniew Jan Zieliński (2015)